# حثل عضلي خلقي
اضطرابات الحثل العضلي الخلقي هي أمراض في العضلات تنتقل بوراثية صبغية جسمية متنحية. تعد مجموعة من الاضطرابات غير المتجانسة التي تتميز بضعف العضلات الذي يحدث عند الولادة والتغيرات المختلفة في خزعة العضلات التي تتراوح من اعتلال عضلي إلى حثل صريح (سوء التغذية) بحسب العمر الذي تؤخذ فيه الخزعة.

## العلامات والأعراض
يُظهر معظم الأطفال المصابين بمرض الحثل العضلي الخلقي ضعف تدريجي في العضلات أو نقصان في كتلة العضلات (ضمور عضلي)، لكن توجد درجات وأعراض مختلفة بحسب شدة تطور المرض. يُسمى هذا الضعف نقص التوتر أو انخفاض توتر العضلات، ما قد يجعل الرضيع يبدو مضطربًا.
تنخفض المهارات الحركية للأطفال المصابين؛ ويتجلى ذلك في حركات مثل التدحرج أو الجلوس أو المشي أو قد لا يبلغوا هذه المراحل الأساسية في الحياة. قد تؤدي بعض الأشكال الأكثر ندرة من الحثل العضلي الخلقي إلى اضطرابات شديدة في التعلم.

## علم الوراثة
ينتقل الحثل العضلي الخلقي بوراثية جسمية متنحية ما يعني أن نسختين من الجين الطافر يجب أن تكونا موجودتين حتى يظهر المرض أو الخلة. في حال عوز الكولاجين من النوع السادس، تكون الوراثة جسمية سائدة، ما يعني أن الطفل يمكن أن يرث المرض من نسخة واحدة فقط من الجين الموجود لدى أحد الوالدين فقط.
يتراوح معدل انتشار الحثل العضلي الخلقي بين 2.6-4.5 لكل 10000 وفقًا لتقرير ريد لعام 2009. مثلًا، ينتج الحثل العضلي الخلقي من النوع 1a عن طفرة في جين لاما-2 وهو موجود في المنطقة 2 على الذراع الطويلة للكروموسوم 6.

## الآلية
فيما يتعلق بآلية الحثل العضلي الخلقي، رغم وجود عدة أنواع من الحثل العضلي الخلقي، وُجد أن عملية غلكزة ألفا-ديستروغليكان والتعديلات في الجينات المعنية تلعب دورًا هامًا في الفيزيولوجيا المرضية.

## التشخيص
لتشخيص الحثل العضلي الخلقي، يمكن إجراء الاختبارات/الفحوصات التالية:
- فحوص مخبرية (مستويات كيناز الكرياتين)
- استخدم التصوير بالرنين المغناطيسي للعضلات وبشكل خاص، التصوير بالرنين المغناطيسي لعضلات الجسم بالكامل، لوصف تشوهات العضلات لدى المرضى الذين يعانون من أحد الأنواع الفرعية من الحثل العضلي الخلقي، وهو نقص لامينين α2 (الميروزين) الأولي.
- تخطيط كهربائية العضل
- الفحوص الجينية

### التصنيف
حددت الأنواع الفرعية للحثل العضلي الخلقي من خلال الاختلافات في جينات متعددة. في بعض المراجع، تستخدم تصنيفات النمط الظاهري بالإضافة إلى النمط الجيني لتحديد الأنواع الفرعية.
وجد أن الحثل العضلي الخلقي يمكن أن يكون إما جسميًا سائدًا أو جسميًا متنحيًا من حيث نمط الوراثة، لكن يعتبر الأخير أكثر شيوعًا.

### التشخيص التفريقي
يكون التشخيص التفريقي للحثل العضلي الخلقي، في الفرد المصاب، على النحو التالي (توجد أيضًا حالات وراثية لا عصبية لا عضلية):
- الاعتلال العضلي الأيضي
- حثل الديستروفين
- حَثَل إيمري-دريفوس العضلي

## العلاج
فيما يتعلق بعلاج الحثل العضلي الخلقي، توصي الأكاديمية الأمريكية لطب الأعصاب بمراقبة وظائف القلب والجهاز التنفسي والجهاز الهضمي للمرضى. بالإضافة إلى ذلك، قد يساعد العلاج الذي يستهدف النطق والعظام والعلاج الفيزيائي في تحسين نوعية حياة المريض.
لا يوجد علاج متاح حاليًا، لكن يجب الحفاظ على نشاط العضلات والحصول على أي إجراء تصحيحي متاح لتشوهات الهيكل العظمي (مثل الجنف). تحافظ إجراءات تقويم العظام، مثل دمج الفقرات، على نطاق الحركة الجسدية للمريض وقد تحسنه.